# Auli'i Cravalho
Chloe Auli'i Cravalho ([ʌuˈlɪːʔɪ krəˈvɑljoː]) (Hawaï, 22 november 2000) is een Amerikaanse (stem)actrice en zangeres.

## Biografie
Cravalho werd geboren in Kohala, Hawaï. Ze is van Chinese, Ierse, inheems Hawaïaanse, Portugese en Puerto Ricaanse afkomst. Op het moment van haar doorbraak woonde ze in Mililani met haar moeder, en was ze bezig met het eerste jaar van de middelbare school. Cravalho brak door met de rol van Moana in de gelijknamige Disney-film. Tijdens de 89ste Oscaruitreiking trad ze op met het nummer How Far I’ll Go.

## Filmografie (selectie)
- Vaiana 2 (2024) – Vaiana (stem)
- Mean Girls (2024) - Janis Ian
- Once Upon a Studio (2023) – Vaiana (stem)
- Crush (2022) – AJ Campos
- All Together Now – Amber Appleton
- Vaiana (2016) – Vaiana (stem)
- Ralph Breaks the Internet (2018) – Vaiana (stem, cameo)

- Bibsys: 1707991621761
- Biblioteca Nacional de España: XX5692900
- Library of Congress Control Number: no2017029239
- MusicBrainz: 715d6b2d-9b1f-4615-8e7c-71cf5e9bcde3
- Nationale Bibliotheek van Israël: 987008729558205171
- Nederlandse Thesaurus van Auteursnamen: 408730978
- Virtual International Authority File: 6797148997697859870009
- WorldCat: E39PBJyrQqT3MYpwJHmWH8wXBP